# Trusted Execution Technology
Intel Trusted Execution Technology (Intel TXT, anteriorment coneguda com a LaGrande Technology) Intel Trusted Execution Technology, també coneguda com a Intel TXT, i anteriorment anomenada LaGrande Technology, és un component clau de la iniciativa de la companyia anomenada "computació segura". Té com a objectius principals:
- Mesura de l'autenticitat d'una plataforma i del seu sistema operatiu.
- Assegurar que un sistema operatiu autèntic comença en un entorn de confiança, que es pot considerar fiable.
- Proporcionar un sistema operatiu fiable amb capacitats de seguretat addicionals que no estiguin disponibles per a un no provat.

## Detalls
Consisteix en una extensió de maquinari per a alguns processadors Intel i els seus chipsets, dissenyats per permetre als usuaris i organitzacions (governs, empreses, universitats, etc.) un alt nivell de confiança en accedir, modificar i crear programes i dades crítiques. Intel TXT utilitza un mètode de confiança de plataforma (TPM) i tècniques criptogràfiques per proporcionar mesures de programari i components de la plataforma perquè el programari del sistema, així com les aplicacions de gestió local i remota, puguin utilitzar aquestes mesures per prendre decisions de confiança. Complementa l'anomenat: Intel Management Engine.
Aquesta tecnologia es basa en una iniciativa de la indústria del Trusted Computing Group (TCG) per tal de promoure una computació més segura. Permet una defensa contra atacs basats en programes orientats a robar informació sensible mitjançant un sistema de correcció o codi del BIOS, o modificant la configuració de la plataforma.
Intel diu que serà molt útil, especialment en el món empresarial, com una defensa contra atacs de programari dirigits al robatori d'informació sensible.Tot i que normalment s'anuncia per part d'Intel com a tecnologia de seguretat, la Free Software Foundation adverteix que es pot utilitzar per desenvolupar formes més avançades i invasives de DRM, com també per encadenar l'usuari al fabricant.

## Mesures que pren
Des del punt de vista tècnic, inclou diversos components de maquinari nous, per permetre la creació de múltiples entorns d'execució o particions diferents. Un d'aquests components és un xip relativament nou a la placa base, anomenat Trusted Platform Module (TPM), que permet generar i emmagatzemar una clau secreta i autenticar l'accés a les dades xifrades per aquesta clau. clau. No obstant això, cal assenyalar que la clau privada emmagatzemada al TPM normalment no està disponible per al propietari de la màquina, i en operacions normals no surt mai del xip. El TPM també permet que l'estat de seguretat de l'ordinador sigui escanejat de forma remota. Un altre component de TXT és la protecció de la pàgina DMA.